# Chigozie Agbim
Chigozie Agbim (ur. 28 listopada 1984) – nigeryjski piłkarz grający na pozycji bramkarza. Zawodnik klubu Enugu Rangers.

## Kariera klubowa
Pierwszym klubem Agbima był nigeryjski Gombe United. W 2004 zaczął grać w sudańskim Al-Merreikh SC. W 2005 wrócił do Nigerii, by grać w Nigeria Port Authority FC. W 2006 został zawodnikiem Enugu Rangers. Spędził tam 3 lata. W 2009 został nowym graczem Warri Wolves.

## Kariera reprezentacyjna
W reprezentacji Nigerii zadebiutował w 2012. Dostał powołanie na Puchar Narodów Afryki 2013.